# Lloyd Phillips
Lloyd Phillips (ur. 14 grudnia 1949 w Kapsztadzie, zm. 25 stycznia 2013 w Los Angeles) – nowozelandzki producent filmowy.

## Życiorys
Lloyd Phillips w 1980 roku wyprodukował film The Dollar Bottom, za który otrzymał Oscara za najlepszy film krótkometrażowy. Był producentem wykonawczym filmów takich jak: Bękarty wojny, Turysta i Człowiek ze stali.
Zmarł na zawał serca 25 stycznia 2013 roku w Los Angeles mając 63 lata.